# AV帝王
《AV帝王》（日语：／ zenra kantoku */?）是一部由線上串流平台Netflix推出的日本傳記網路劇，改編自本橋信宏著作的村西透傳記《全裸導演 村西透傳》，由武正晴擔當總導演，山田孝之領銜主演。共推出兩季，第1季於2019年8月8日上架，第2季於2021年6月24日上架，均為8集。
故事講述成人影片（AV）導演村西透的起伏人生，在日本繁榮的1980年代，他徹底改變了日本成人影片產業。

## 演員與角色

### 全季演出
- 山田孝之 飾演 村西透（中文配音：赵梓涵）

AV（色情片）導演，福島縣出身。原為英語教材推銷員，後來因故結識小混混荒井敏，因緣際會下轉投色情產業，創立了連鎖塑封本商店「北大神田書店」、以及AV片商「藍寶石影業」（サファイア映像），成為AV業界霸主。除了執導AV，更會親身上陣演出。與川田拆夥後，帶走藍寶石影業大部分員工並成立「鑽石影像」，並銳意踏足衛星電視事業，要實現「情色從天而降」（空からスケベが降ってくる）的夢想。
現實生活中，村西透並非其本名，但在劇中作為本名使用。另外，北大神田書店與鑽石影像亦為村西真實成立過的公司。「藍寶石影業」則影射村西現實中長期所屬的水晶映像。
- 滿島真之介 飾演 荒井敏（荒井トシ）（中文配音：黄翔宇）[2]

原為一名浪跡街頭的小混混，引領原為銷售員的村西踏入色情產業，對村西有如「相棒」（可解說為夥伴或死黨）一般的存在。與村西拆夥後，成為古谷的手下。習慣以「大叔」（おっさん）稱呼村西。
角色原型為曾是村西事業夥伴的山田光俊。
- 玉山鐵二 飾演 川田研二（国语配音：马洋）[2]

原為塑封本出版社的社長，後來成為村西的事業夥伴，並擔任藍寶石影業的社長。對AV有著藝術般的追求。喜歡SM，屬於M的一方。
角色原型為現實生活中曾幫助過村西的水晶映像社長西村忠治、以及在鑽石影像工作過的原著作者本橋信宏等人。
- 森田望智 飾演 佐原惠美／黑木香（中文配音：钟可）[2]

家教嚴格的大學生，橫濱出身，因諸多原因，向村西自告奮勇成為AV女優。相信透過性能改變世界。一直信賴村西，被村西當作公司的「廣告塔」（招牌人物）。
惠美在片中就讀的「橫濱國際大學」，影射現實生活中黑木香就讀的橫濱國立大學。
- 柄本時生 飾演 三田村康介[3]（国语配音：李春胤）

村西團隊的主要成員之一，最初因憧憬黑澤明而加入，初期擔任助理導演（AD），常成為村西呼來喚去拳打腳踢的對象。偷偷喜歡著奈緒子。
角色主要原型為AV導演日比野正明。
- 伊藤沙莉 飾演 小瀨田順子（中文配音：林簌）

村西團隊的主要成員之一，擔當梳化妝，村西的幕後團隊中「萬綠叢中一點紅」的存在，偶爾擔任臨時導演，鑽石影業倒閉後，自立門戶成為一名AV導演。
- 富手麻妙 飾演 山本奈緒子（中文配音：谢莹）

第一位為藍寶石影像拍攝作品的AV女優，不良少女出身，性格豪爽。後來成為村西旗下的頭牌AV女優之一。
其部分故事的原型為AV女優卑彌呼，包括第1季的無碼AV流出、以及奈緒子與三田村的關係。
- 後藤剛範 飾演 橄欖球後藤（ラグビー後藤）

村西團隊的主要成員之一，擁有因打橄欖球而練就的健壯體魄。相對於三田村僅擔任導演，也會上陣當AV男優。
角色主要原型為AV男優兼導演的泰山八木（ターザン八木）。
- 小雪 飾演 佐原加代[4]

惠美的控制狂母親，因為與有婦之夫外遇而生下了惠美，將惠美視為自己與惠美父親的唯一連結，而不願將惠美放離自己身邊。
- Pierre瀧（日语：ピエール瀧） 飾演 和田篤

影音商店「童話故事」（メルヘン）的社長。因販售AV而與村西等人建立交情。
- 中川雅也 飾演 武井道郎

警視廳的警部，常收取賄賂並遊走法律邊緣的黑警，私底下與池澤有勾結，並從中獲得好處，後來籌畫著退休後空降至AV業界自律團體擔任要職，企圖繼續分一杯羹。長期跟監並追捕村西的違法AV事業。
- 國村隼 飾演 古谷伊織

黑道老大，因運販村西的成人雜誌而踏入色情產業，之後成為歌舞伎町的一方之霸，為人殘酷冷血，對叛徒絕不手下留情。

### 第1季主要演出
- 石橋凌 飾演 池澤榮吾

AV業界最大片商「波賽頓企劃」（ポセイドン企画）的社長。從塑封本的時代到AV的時代，都是村西最主要的的商場對手。
角色原型為宇宙企劃社長山崎紀雄、成立業界自律團體的西村忠治等多位當時AV業界的領頭人物。
- 吉田鋼太郎 飾演 中井寬司（僅演出第一集）

黑道老大，在村西的推銷下購入了英語教材。
- 板尾創路 飾演 小野貞己（僅演出第一集）

英語教材推銷員，村西在公司的前輩，銷售能力卓越。
- 潔德·阿爾巴尼·皮耶川東尼歐（Jade Albany Pietrantonio） 飾演 艾莉森·曼迪（Allison Mandy）[5]（僅演出第六集）

美國的色情片女演員。

### 第2季主要演出
- 恒松祐里 飾演 千葉美雪（千葉ミユキ）／乃木真梨子（中文配音：陆敏悦）

原為百貨公司的專櫃小姐，在街上與川田巧遇，以此為契機進入AV業界，成為鑽石影像的專屬女優。對於黑木產生對手的意識。
雖然是真實人物，但現實生活中，與黑木香並不在同一時期活躍。
- 增田有華 飾演 江戶川羅馬（江戸川ローマ）（中文配音：秦紫翼）

村西旗下頭牌的AV女優之一，平常操關西腔。
名稱係致敬自AV女優田中露央沙。故事原型則取材自多名鑽石影像的專屬女優。
- 渡邊大知 飾演 小向武

因為聽到村西的街頭演講而深受感動，因此加入鑽石影像，成為村西的助理，暱稱「阿向」（コム）。實則為一名詐欺犯，與大場合夥帶走鑽石影業剩餘的資金，並捲款而逃。
- MEGUMI 飾演 大場真澄（大場ますみ）／長尾雪子

負責鑽石影像的會計工作。總是平靜地完成自身工作。實則為一名詐欺犯，與阿向合夥帶走鑽石影業剩餘的資金，並捲款而逃。
- 伊原剛志（日语：伊原剛志） 飾演 海野晃一（中文配音：曹真）

參與各種事業的東部衛星公司的社長。在擴展自己衛星播放版圖的過程中，與想要爭取播放權的村西產生敵對。
- 吉田榮作（日语：吉田榮作） 飾演 本田明

赤坂銀行的融資課課長。對於想要將AV版圖擴展到電視上的村西，向他介紹正在擴展衛星廣播事業的海野。
- 西內瑪麗亞 飾演 沙也加（サヤカ）

在古谷等人常去的高級公關俱樂部工作的公關小姐。與阿敏有著曖昧的關係。
- 室井滋 飾演 茂子

沙也加的母親。是一個只會從女兒身上撈錢，然後還將女兒當作擔保品而向古谷借錢的糟糕母親。
- 笠松將（日语：笠松将） 飾演 荻原

古谷屬下的扛霸子之一。敵視阿敏。

### 第1季配角
- 澀川清彦（1）
- 階戶瑠李 飾演 村西的妻子（1）
- 余貴美子 飾演 村西的母親（1、3）
- 明里友香 飾演 在旅館被男主角偷窺的女子（1）
- 小倉由菜 飾演 村西旗下的和服女優（1、8）
- 近藤芳正（2）
- 池內萬作（2、3）
- 宇野祥平
- 玄理（2、3、4、5、8） 飾演 池澤的秘書・楓
- 土平咚平（2、3）
- 矢部太郎（2、3）
- 星空萌愛 飾演 舞廳小姐（2）
- 水原乃亞 飾演 舞廳小姐（2）
- 南麻友 飾演 舞廳小姐（2）
- 新垣智江（2）
- 麿赤兒（3）
- 大谷麻衣 飾演 火車便當老闆娘（3）
- 川上奈奈美 飾演 村西挖角回來的女優・南美久（3、4）
- 相澤南 飾演 池澤旗下，模擬西洋名畫的女優・小林良子（3、4）[8]
- 唯井真尋 飾演 池澤旗下的女優（3）
- 真白希實 飾演 池澤旗下的女優（3）
- 西岡德馬（4、5）
- 德井優（5）
- 神戶浩（5）
- 美織舞飾演 後藤外出掙錢時合作的女優（7）
- 山岸逢花 飾演 古谷養在地窂的女人（7）
- 牧野澪菜 飾演 古谷養在地窂的女人（7）
- 武田幸三（8）
- 明美美羽（8）
- 美雛 飾演 池澤旗下的新女優（8）

### 第2季配角
- 水川麻美 飾演 電視記者（1）
- 拉沙爾石井 飾演 檢察總長・新山（1）
- 片山萌美 飾演 東部衛星公司的秘書（1、2、3、4）
- 櫻田通 飾演 北條健（2）
- 水道橋博士 飾演 飯田橋計程車的司機（3）
- 永瀨正敏 飾演 廣告導演（3）
- 宮澤理惠 飾演 高宮財閥的大小姐・悅子（3、4、5、6）
- 石橋蓮司 飾演 高宮財閥的會長・榮一（3、4、5、6）
- 草刈民代 飾演 脫衣舞劇場舞者（5）
- 葵司 飾演 鑽石影像的新人女優・葉山麗子
- Cunning竹山 飾演 賽馬的預測師（6）
- 尾碕真花 飾演 新人AV女優・有木瞳

## 劇集

### 第一季（2019年）
| 總集數 | 集數 （季） | 標題 | 譯名   | 導演     | 編劇                                     | 上線日期     |
| --- | ----------- | ---- | ------ | -------- | ---------------------------------------- | ------------ |
| 1 | 1           |      |        | 武正晴   | 山田能龍、内田英治、仁志光佑 ＆ 山田佳奈 | 2019年8月8日 |
| 在1980年的札幌，瀕臨失業的村西透在向績優的同事小野請教後，領悟了推銷英文百科全書的訣竅。有一天，公司的資產被偷，小野失蹤，村西在保險櫃上的書猜出是小野畏罪潛逃，這使得公司停擺。更糟糕的，他還發現他的妻子和別的男人苟合，因為他從來沒有讓妻子有過性高潮。之後，他和一個名叫荒井敏的色情錄音帶販子合作，錄音帶裡盡是些從旅館偷錄來的淫聲浪語，村西憑藉自己的推銷技巧販售錄音帶，就此踏入情色產業。 |             |      |        |          |                                          |              |
| 2 | 2           |      | 無碼   | 内田英治 | 山田能龍、仁志光佑 ＆ 山田佳奈           | 2019年8月8日 |
| 村西和荒井開始籌錢販售成人雜誌（塑封本），並在北海道開設自己的連鎖書店。他們找了川田研二合作，發行無碼色情雜誌（裏本），但是這觸犯了日本法律，雖然他們靠著賄賂警方度過一些危機，但警視廳的武井還是追到村西的老家，打算逮捕他，村西開始了逃亡生活。 |             |      |        |          |                                          |              |
| 3 | 3           |      |        | 武正晴   | 内田英治、山田能龍 ＆ 仁志光佑           | 2019年8月8日 |
| 村西和荒井一邊躲避警方通緝、一邊經營公司，但村西還是在1982年遭到警方逮捕。他們出獄之後，發現錄影機和色情錄影帶十分風行，於是再次找上川田，並前進東京成立「藍寶石影業」製作成人影片（AV）。 |             |      |        |          |                                          |              |
| 4 | 4           |      |        | 内田英治 | 山田能龍 ＆ 仁志光佑                     | 2019年8月8日 |
| 村西得知害自己入獄的人是自己的同行池澤，便挖走池澤旗下的女演員美久，讓她根據村西自身的性經驗演出，而且並非採用業界普遍使用的模擬手法，而是拍攝貨真價實的插入式性交，更使用了獨創的火車便當式，這種聞所未聞的手法震撼業界，也讓池澤勃然大怒。美久遭到逮捕，藍寶石影業也遭到業界封殺。 |             |      |        |          |                                          |              |
| 5 | 5           |      | 開花   | 武正晴   | 山田能龍、内田英治 ＆ 仁志光佑           | 2019年8月8日 |
| 池澤和其他AV片商組成日本影視規範委員會，制定影片的內容標準，村西和藍寶石影業面臨的情勢變得更加嚴峻。夢想到義大利留學的少女惠美擺脫了她的控制狂母親，向村西毛遂自薦擔任演員。當晚，她以「黑木香」為藝名，用笛子為道具，和村西合拍了一部涉及性虐待元素、由女性主導的非傳統AV。然而惠美的母親準備提出告訴，村西答應不會販售這份錄影帶。                                                               |             |      |        |          |                                          |              |
| 6 | 6           |      |        | 河合勇人 | 仁志光佑、山田能龍 ＆ 内田英治           | 2019年8月8日 |
| 為了拯救藍寶石影業，村西率領製作團隊遠赴夏威夷，與美國色情明星合作拍攝好萊塢式的動作色情片，黑木用自己首次演出的酬勞贊助了這部片。然而，製作團隊卻在慶功宴上被FBI逮捕。 |             |      |        |          |                                          |              |
| 7 | 7           |      |        | 河合勇人 | 仁志光佑、山田能龍 ＆ 内田英治           | 2019年8月8日 |
| 為了給因涉嫌偽造簽證而被逮的村西籌措一億日元的保釋金，荒井請黑道老大古谷發行他們拍攝的首部作品的無碼版，作為交換條件，荒井加入黑幫並獲得鉅額收入。另一方面，黑木親自出馬宣傳自己的出道作，作品推出後大賺一筆，村西得以獲釋。 |             |      |        |          |                                          |              |
| 8 | 8           |      | 性革命 | 河合勇人 | 仁志光佑、山田能龍 ＆ 内田英治           | 2019年8月8日 |
| 黑木不時在電視上亮相，並經常批判社會風氣或闡述自己的性觀念。由於藍寶石的成績卓越，規範委員會只好放寬標準、准許發行非採取模擬手法拍攝的AV。荒井因為沾染毒品，還盜拷公司的母帶作無碼AV販售，遭藍寶石影業解雇。隨著昭和時代告終，警方大力掃蕩犯罪，荒井和池澤因為製販無碼AV遭到逮捕，池澤在獄中自盡，而荒井出獄後和古谷成了拜把。藍寶石影業蒸蒸日上，成為AV業界的頭把交椅。                           |             |      |        |          |                                          |              |

### 第二季（2021年）
| 總集數 | 集數 （季） | 標題 | 譯名             | 導演       | 編劇                 | 上線日期      |
| --- | ----------- | ---- | ---------------- | ---------- | -------------------- | ------------- |
| 9 | 1           |      |                  | 武正晴     | 山田能龍 ＆ 小寺和久 | 2021年6月24日 |
| 進入1990年代，藍寶石影業從龍蛇雜處的歌舞伎町搬到時尚之街澀谷，村西的事業如日中天，不但與黑木成為電視界的寵兒，甚至打算進軍國會。在銀行融資課長本田明的介紹下，村西認為業界次世代的發展趨勢是衛星電視，然而擁有衛星電視播放權的東部衛星公司社長海野，完全沒有把對他而言事業規模過小的村西放在眼裡。 |             |      |                  |            |                      |               |
| 10 | 2           |      | 更多、更多、更多 | 後藤孝太郎 | 山田能龍 & 小寺和久  | 2021年6月24日 |
| 在某次拍攝中，村西從一起因為男方早洩而將精液射在女方臉上的意外得到靈感，開發出新的AV類型「顏射」。川田在街頭與美雪巧遇，認為美雪是一塊璞玉，因此將黑木的AV作品送給她。為了替衛星電視事業籌措資金，村西不斷製作新作品，因此冷落了做為他旗下頭牌的黑木；村西甚至拿人氣男子偶像與女性的關係當作AV題材，因此被電視台封殺。村西的作品雖然熱賣，最終因理念不同而與擔任藍寶石影業社長的川田決裂。另一方面，在古谷底下做事的荒井，在公關俱樂部與沙也加相遇，兩人開始了曖昧的關係。 |             |      |                  |            |                      |               |
| 11 | 3           |      |                  | 後藤孝太郎 | 山田能龍 & 小寺和久  | 2021年6月24日 |
| 村西與川田拆夥後，帶走大部分員工成立鑽石影像，在代代木上原的豪宅裡建立新王國。美雪因為看了黑木的AV作品而加入鑽石影像，並暗中視黑木為競爭對手。村西耗資19億日圓，從新興宗教團體買下播映衛星電視的基地台，開台大片將以新人為主角，令黑木暗中感到不悅。她在電視節目上放話，讓村西不得不將開台作品改成與黑木的新片。荒井發現沙也加的母親為了跟古谷借錢，竟把自己女兒的身體當作擔保品。                                                                                         |             |      |                  |            |                      |               |
| 12 | 4           |      | 我們的夢想       | 武正晴     | 山田能龍 & 小寺和久  | 2021年6月24日 |
| 由於村西有前科，海野社長不打算與他簽約。村西闖入海野與高宮財閥大小姐悅子的餐敘，悅子很中意村西，並勸說父親、即高宮財閥的會長，讓會長命令海野開放頻道給他。古谷一行人在公關俱樂部聚餐時被襲擊，荒井拋棄負傷的古谷，選擇與沙也加一起逃命。黑木對村西為了迎合市場而改變拍攝風格感到不悅，便拒拍他的新作，讓美雪有了初次演出機會。 |             |      |                  |            |                      |               |
| 13 | 5           |      | 泡沫破滅         | 後藤孝太郎 | 山田能龍 & 小寺和久  | 2021年6月24日 |
| 鑽石影像的衛星頻道終於開播。美雪以「乃木真梨子」為藝名在AV界出道，成為村西的新寵；黑木則黯然離開了村西，搬去與順子同住。帶著沙也加逃亡的荒井意外與川田相遇，但還是被古谷的手下抓到，最終荒井與川田付出慘痛代價才讓古谷放過一馬。鑽石影像的財務狀況每況愈下，隨著泡沫經濟破裂，公司也不得不拓展新財源。村西好不容易靠著讓旗下女優跳脫衣舞籌到錢，公司金庫裡的鉅額現金卻不翼而飛。                                                                                           |             |      |                  |            |                      |               |
| 14 | 6           |      | 失控             | 武正晴     | 山田能龍 & 小寺和久  | 2021年6月24日 |
| 村西的助理小向和財務大場捲走公司現金遠走高飛。鑽石影像面臨財務危機，村西求助無門，為了維持公司及衛星頻道的營運，只得向古谷借了大筆資金，並扣住公司經費及女優薪水，還試圖非法販售無碼錄影帶。村西的一系列作為，讓旗下女優及員工失去了向心力，紛紛棄他而去，頻道也因資金用盡而停播。 |             |      |                  |            |                      |               |
| 15 | 7           |      | 跌落             | 武正晴     | 山田能龍 & 小寺和久  | 2021年6月24日 |
| 黑木自殺未遂，昏迷住院。事業倒閉的村西開始了跑路生活。政府準備制定專法掃蕩黑道，另一方面出版品露毛解禁，嗅到此一變革的川田與荒井，與順子、三田村組成了新團隊，為長久以來的合作對象和田的影音商店拍攝原創AV，但他們被村西的債務連累，遭古谷的手下討債。 |             |      |                  |            |                      |               |
| 16 | 8           |      |                  | 武正晴     | 山田能龍 & 小寺和久  | 2021年6月24日 |
| 荒井打算逼死村西，但無法痛下殺手，而是反過來殺死掌控著村西與沙也加兩人命運的古谷，但也被古谷的手下刺殺。村西的前員工們逐漸適應各自的新生活。黑木恢復意識並順利出院，也實現留學義大利的夢想。武井警官因收賄被捕。村西和美雪相知相惜，之後兩人生兒育女，村西也為了養家而奮鬥，持續走在道德邊緣。 |             |      |                  |            |                      |               |

## 製作

### 開發
2018年10月24日，報道稱Netflix日本決定以本橋信宏的傳記小說為藍本開發電視劇，故事主角為日本知名AV導演村西透，預計製作10集。武正晴擔當總導演，河合勇人和内田英治執導劇集。2019年8月16日，Netflix宣佈預訂劇集第二季。

### 選角
隨著劇集正式開啟製作，山田孝之確定領銜出演男主角，滿島真之介和玉山鐵二參演劇集。2019年3月14日，剩餘12名演員公開，分別為森田望智、柄本時生、伊藤沙莉、富手麻妙、後藤剛範、小雪、中川雅也、國村隼、石橋凌、吉田鋼太郎、板尾創路和余貴美子。2019年7月，報道稱潔德·阿爾巴尼·皮耶川東尼歐（Jade Albany Pietrantonio）出演劇中一名色情片女演員。

### 拍攝
第一季主體拍攝於2018年殺青。

## 發行
劇集於2019年8月8日在Netflix首播，第一季共8集。6月25日，Netflix發佈正式預告片。7月24日，Netflix公佈第二支預告片。

## 戲仿
- 搞笑三人組叢林口袋（日语：ジャングルポケット）成員齊藤慎二（日语：斉藤慎二）在電視節目《有吉之牆（日语：有吉の壁）》中以村西在該劇中扮相出現，其講話方式還有穿著白內褲並扛著一台攝影機的模樣也在其他搞笑節目中演出。
- 草彅剛在搞笑節目《絕對不能笑青春高校24小時！（日语：絶対に笑ってはいけない青春ハイスクール24時!）》中扮演村西的模樣、並穿著白內褲扛著一台攝影機登場。之後在《絕對不能笑大貧民GoTo拉斯維加斯24小時！（日语：絶対に笑ってはいけない大貧民GoToラスベガス24時!）》中也以同様的扮相登場、然後還與村西本人還有齊藤一起演出。

## 獲獎與提名
| 年度   | 頒獎典禮              | 獎項           | 入圍者          | 結果 | 參     |
| ------ | --------------------- | -------------- | --------------- | ---- | ------ |
| 2021年 | 第4屆亞洲影藝創意大獎 | 最佳男主角     | 山田孝之        | 提名 | [ 15 ] |
| 2021年 | 第4屆亞洲影藝創意大獎 | 最佳男配角     | 滿島真之介      | 提名 | [ 15 ] |
| 2021年 | 第4屆亞洲影藝創意大獎 | 最佳女主角     | 森田望智        | 提名 | [ 15 ] |
| 2021年 | 第4屆亞洲影藝創意大獎 | 最佳女配角     | 恒松祐里        | 提名 | [ 15 ] |
| 2021年 | 第4屆亞洲影藝創意大獎 | 最佳劇情類劇集 | 《AV帝王》第2季 | 提名 | [ 15 ] |

## 外部連結
- 在Netflix上觀看《AV帝王》
- 全裸監督 村西とおる伝 （页面存档备份，存于） - 太田出版
- 全裸監督 - allcinema
- 互联网电影数据库（IMDb）上《AV帝王》的资料（英文）
- 豆瓣电影上《AV帝王》的資料 （简体中文）